# Хундвин, Эйрик
Эйрик Хундвин (норв. Eirik Hundvin, родился 8 февраля 1950 г.), также известный как Пюттен (норв. Pytten), — норвежский продюсер и звукоинженер. Являлся владельцем студии звукозаписи Grieghallen в Бергене, где он и работал со множеством групп, ставших лидерами блэк-метал сцены, например, Mayhem, Burzum, Immortal и Emperor.

## Биография
Исан из Emperor разъяснил происхождение прозвища Пюттен в интервью AllMusic так: «Пюттен по сути означает „лужа грязи“. Он получил это имя, упав в лужу грязи, когда был ребенком».
В 1990 году Пюттен спродюсировал свой первый металический альбом — Abduction of Limbs (1990) группы Old Funeral.
Поскольку Old Funeral установили тесные отношения с группой Amputation, Пюттен вскоре выпустил второе демо Amputation — Slaughtered in the Arms of God (1990).
Дальше Пюттен продолжил продюсировать альбомы блэк-метал команд, например, Immortal, и их первый полноформатный релиз Diabolical Fullmoon Mysticism, выпущенный 1 июля 1992 года. До этого релиза Пюттен спродюсировал дебютный альбом Burzum в марте. Участие Пюттена в продюсировании Burzum продолжалось до тех пор, пока он не закрыл свою студию. Альбом Filosofem был записан до того, как Варга осудили за убийство, поджог и хранение взрывчатых веществ в мае 1994 года. Тем не менее, этот альбом еще предстояло свести. Пюттену пришлось возить его в тюрьму и обратно и проделать много работы.
Хеллхаммер (Ян Аксель Бломберг) из Mayhem говорил, что группа решила записать De Mysteriis Dom Sathanas в Григхаллене из-за Варга. В то время Варг заменил Некробутчера на басу. Альбом был записан в 1992—1993 годах. Хеллхаммер объяснил NRK, что Пюттен не обычный продюсер. Пюттен тесно сотрудничал с участниками Mayhem и выполнял их самые странные просьбы. Пюттен участвовал в аранжировке для Аттилы Чихара, чтобы записать вокал в темноте только со свечами, как он хотел.
У Евронимуса были очень конкретные мысли о том, как должен звучать его magnum opus и какое впечатление он должен производить на слушателей. Обильное эхо было необходимо для этого альбома. Пюттен реализовал его идеи. Барабаны были записаны на сцене Grieghallen, чтобы придать им грандиозность и глубину. Пюттен соорудил по бокам небольшую клетку для барабанов, чтобы звук не поглощался необъятностью пространства. Однако эффект девятиэтажности сохранился. Пюттен сказал: «Многие гитары были записаны с закрытыми микрофонами, но все, что связано с реверберацией на пластинке, было сделано с помощью стека Marshall и одного микрофона в огромной комнате, в главном зале. Вы находите приятные моменты, затем начинаете работать, и вы не можете включать такую громкую музыку днем, потому что место полно людей, поэтому мы делали такие вещи ночью». Пюттен признался NRK, что De Mysteriis Dom Sathanas — «это альбом, который мне больше всего нравится слушать и который, возможно, мой самый любимый».
Аббат (Ольве Эйкему) из Immortal так отзывается о нём: «Пюттен — человек огромного терпения, несмотря на то, что мы доставляли ему неприятности, поскольку знали, чего хотим, но еще не знали, как этого добиться».
В 2013 году Пюттен окончательно закрыл свою знаменитую Grieghallen Lydstudio.
Хундвин — отец Мии Тересе Хундвин (родилась 7 марта 1977 года в Бергене, Норвегия), профессиональной гандболистки.

## Спродюсированные альбомы
Aeternus
- Beyond the Wandering Moon
- ...And So The Night Became
- Shadows Of Old
- Burning the Shroud
- Ascension Of Terror
- A Darker Monument
- Hexaeon

Borknagar
- Borknagar

Burzum
- Burzum
- Aske
- Det Som Engang Var
- Hvis Lyset Tar Oss
- Filosofem
- Belus
- Fallen
- From the Depths of Darkness
- Umskiptar

Corona Borealis
- Cantus Paganus[норв.]

Dark Fortress
- Profane Genocidal Creations[англ.]

Demonic
- Lead Us Into Darkness

Einherjer
- Dragons of the North[англ.]
- Far Far North[англ.]

Enslaved
- Vikingligr Veldi
- Frost[англ.] (также исполнил партии безладового баса в треке «Yggdrasil»)
- Eld[англ.]
- Monumension[англ.]
- Below the Lights[англ.]
- Isa[англ.]

Emperor
- In the Nightside Eclipse
- Reverence[норв.]
- Anthems to the Welkin at Dusk

Gaahlskagg
- Erotic Funeral

Gorgoroth
- Pentagram
- Antichrist
- Under The Sign Of Hell
- Destroyer (or About How to Philosophize with the Hammer)
- True Norwegian Black Metal – Live in Grieghallen[англ.]

Hades
- ...Again Shall Be
- Dawn of the Dying Sun
- Millennium Nocturne

Helheim
- Jormundgand[англ.]
- Av Norrøn Ætt[англ.]
- Yersinia Pestis[норв.]

Immortal
- Diabolical Fullmoon Mysticism
- Pure Holocaust
- Battles in the North
- All Shall Fall

Malsain
- They Never Die

Mayhem
- De Mysteriis Dom Sathanas

Mörk Gryning
- Maelstrom Chaos

Obtained Enslavement
- Witchcraft[англ.]
- Soulblight

Old Funeral
- Devoured Carcass
- Abduction of Limbs
- The Older Ones[англ.]

Taake
- Nattestid Ser Porten Vid[англ.]
- Hordalands doedskvad[англ.]

Thorium
- Ocean of Blasphemy

Trelldom
- Til Et Annet
- Til Minne...

Windir
- Arntor